# Prinz Eugen, der edle Ritter

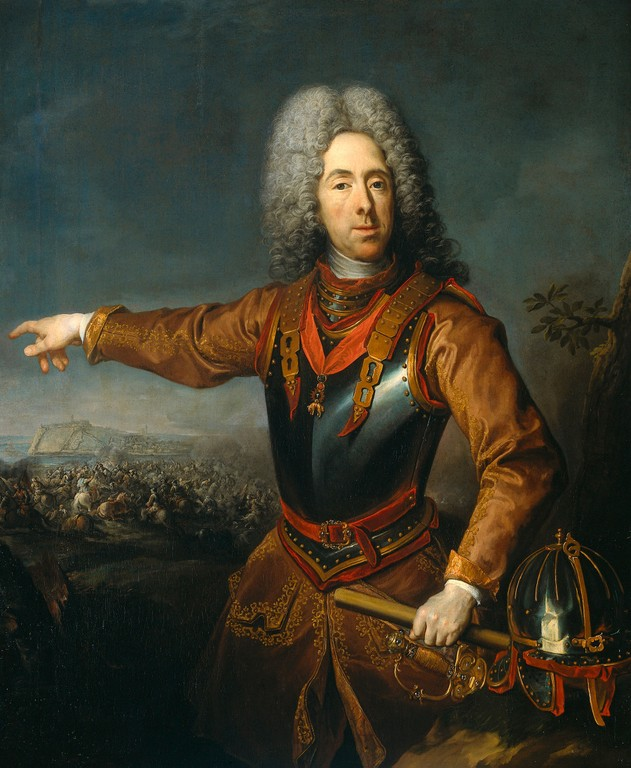
Eugênio de Savoia, 1718

Prinz Eugenius, der edle Ritter (Príncipe Eugênio, o nobre cavaleiro) é uma canção tradicional austríaca que descreve o cerco e a captura da cidade de Belgrado por Eugênio de Savoia em 1717, durante a Sexta Guerra Austro-Turca.
Seu registro mais antigo vem de um cancioneiro datado de 1719 e não se conhece o autor da letra. Sua melodia é igual a da canção "Als Chursachsen das vernommen" de 1683.

## Letra
Duas estrofes iniciais

1.
Prinz Eugen der edle Ritter, 

wollt dem Kaiser wied'rum kriegen 

Stadt und Festung Belgerad! 

Er ließ schlagen eine Brukken, 

daß man kunt hinüberrucken 

mit der Armee vor die Stadt.

2.
Als die Brucken nun war geschlagen,

daß man kunnt mit Stuck und Wagen

Frei passir'n den Donaufluß,

Bei Semlin schlug man das Lager,

Alle Türken zu verjagen,

Ihn'n zum Spott und zum Verdruß.